# Salar de Uyuni
Salar de Uyuni er verdens største saltslette med en overflade på 10.582 km². Saltsletten ligger i Bolivias sydvestlige del i departementerne Potosí og Oruro i ca. 3650 meter over havet. De rigeste mineralforekomster i saltsletten er halit og gips. Saltsletten er ca. 25 gange større end de nordamerikanske Bonneville Salt Flats.
I regntiden kan saltsletten i nogle områder være dækket af vand på overfladen, op til flere decimeter dybt. Fra slutningen af juni til begyndelsen af regntiden i begyndelsen af december er søen tør. I denne periode kan køretøjer færdes på Salar de Uyuni, bortset fra zoner, hvortil vandet er ledt hen.
Området er et vigtigt habitat og yngleområde for tre sydamerikanske flamingoarter: Chileflamingo, punaflamingo og andesflamingo.

## Dannelse
For omtrent 40.000 år siden var området en del af en gigantisk forhistorisk indsø kaldet Minchin. Da indsøen tørrede ud, efterlod den sig to nutidige indsøer, Poopósøen og Uru Uru-søen, samt to store saltsletter, Salar de Coipasa og den større Salar de Uyuni.

## Økonomisk betydning
Det antages, at Salar de Uyuni indeholder 10 milliarder ton salt, hvoraf knap 25.000 ton udvindes årligt. Salar de Uyuni tiltrækker et stort antal turister på grund af det unikke landskab. Der er bygget et hotel af salt på saltsletten. Op af saltsletten rejser sig flere steder individulle øer, herudner øen Isla del Pescado, der er et vigtigt turistmål. Da sletten er helt flad, er den også en vigtig transportrute over det bolivianske Altiplano.
Salar de Uyuni indeholder halvdelen af verdens kendte reserver af litium, et metal der anvendes i bl.a. litium- og lithium-ion-batterier. Der er dog i dag (2015) endnu ikke en kommerciel udvinding af litium-reserverne, dels på grund af miljøhensyn, dels på grund af, at Bolivias regering ikke ønsker at lade udenlandske selskaber stå for udvindingen.

## Kalibrering af satellitter
På grund af Salar de Uyunis størrelse, jævne overflade, høj grad af refleksion fra de vanddækkede områder og minimal højdeforskel, er saltsletten et ideelt område til test og kalibrering af udstyr på satellitter, der anvendes for at studere Jorden. Udover at være en glimrende overflade, er atmosfæren i den tynde og meget tørre luft op til fem gange bedre til kalibrering af satellitter end brug af havområder.

## Galleri
- Udsigt fra Isla de Pescado
- Saltudvinding
- Lamaer på saltsletten
- Salar de Uyuni dækket af vand
- Vanddækket område om vinteren
- En taiwanesisk munk på saltsletten
- Saltproduktion på Salar de Uyuni
- Salar de Uyuni set fra rummet med vulkanen Tunupa i midten. Rester efter en kyst er synlig i saltformationerne (nederst til højre)

## Eksterne links
- Wikimedia Commons har flere filer relateret til Salar de Uyuni

20°20′00″S 67°42′00″V / 20.33333°S 67.7°V